# Менделєєве
Менделє́єве (до 1948 року — Акула́; крим. Aqula) — село Курманського району Автономної Республіки Крим.
Відстань від райцентру до населеного пункта становить 20 кілометрів по прямій.
У 2023 році у проєкті Постанови Верховної Ради України «Про перейменування деяких населених пунктів Автономної Республіки Крим» село запропоновано перейменувати на Акула.

## Населення
Згідно з переписом УРСР 1989 року чисельність наявного населення села становила 182 особи, з яких 78 чоловіків та 104 жінки.
За переписом населення України 2001 року в селі мешкало 239 осіб.

### Мова
Розподіл населення за рідною мовою за даними перепису 2001 року:
| Мова              | Відсоток |
| ----------------- | -------- |
| кримськотатарська | 48,55 %  |
| російська         | 35,68 %  |
| українська        | 7,47 %   |
| білоруська        | 0,83 %   |
| молдовська        | 0,41 %   |
| інші              | 7,06 %   |